# Mooi was die tijd (televisieprogramma)
Mooi was die tijd is een Nederlands televisieprogramma. De eerste aflevering werd op 23 mei 2011 door de NTR uitgezonden op Nederland 1.
Het gaat over de belevenissen van een hedendaags gezin dat haar tijd telkens doorbrengt op een wijze die typisch is voor een specifiek gedeelte van de twintigste eeuw. In de eerste aflevering leefde het gezin bijvoorbeeld alsof zij zich in de jaren tien en twintig bevond. Elke aflevering kent bijpassende leefregels, die exemplarisch zijn voor de normen en waarden van die tijd. Aan het eind van de aflevering kiezen de gezinsleden één regel om mee te nemen naar de volgende dag.
Het programma werd van 26 april tot en met 11 mei 2011 opgenomen in een boerderij in Lage Zwaluwe (Noord-Brabant). Ook de inrichting van het huis sloot aan op het thema van elke aflevering. De makers leenden spullen van boeren uit Lage Zwaluwe en van het heemkundig museum te Hooge Zwaluwe.